# Эпсилон Павлина
Эпсилон Павлина (лат. Epsilon Pavonis, ε Pav) — одиночная белая звезда в южном созвездии Павлина. Видна невооружённым глазом, обладает видимой звёздной величиной 3,97. Годичный параллакс составляет 31,04 миллисекунду дуги, что соответствует расстоянию 105 световых лет от Солнца. Вероятно, является представителем ассоциации Аргуса, молодой движущейся группы из более чем 60 звёзд, связанной со скоплением IC 2391. Эпсилон Павлина приближается к Солнцу со скоростью около −6.7 км/с.
Звезда относится к спектральному классу A0 Va и является обычной звездой главной последовательности, создающей излучение вследствие протекания ядерных реакций горения водорода в ядре. Возраст звезды оценивается в 27 миллионов лет, проекция скорости вращения составляет 85 км/с. Масса Эпсилона Павлина равна 2,2 массы Солнца, а радиус превышает солнечный в 1,74 раза. Светимость звезды равна 32 светимостям Солнца, фотосфера обладает эффективной температурой 10 440 K.